# 自由摄影师
自由摄影师 ，在新闻和纪实摄影领域,那种典型意义上的不依附于任何机构和组织、自由拍摄、自主营生的摄影师少之又少。而通常提及的独立摄影师或自由摄影师,主要是指那些不在传统的传播或宣传机构任专职、不受组织约束、能自由选题和独立拍摄的摄影师们。

## 工作內容
自由攝影師以個人而非組織機構的形式接受拍攝需求、或是進行自由創作。依拍攝機器的不同，一般可區分為平面攝影及音像攝影。拍攝主題並不設限，基本的拍攝對象有肖像、商品、食物等。

## 收入來源
一般來說自由攝影師沒有穩定的收入來源，他們依靠持續的、眾多的客戶維持生計。廣告公司、設計公司常與自由攝影師簽約，其本身收入多少要依據與公司簽訂的合同。

## 知名自由摄影师
- 凱文·卡特
- 安德鲁·弗里德曼
- 柯蒂斯·汉森
- 马克·吕布
- 吕楠
- 隋彪

## 自由摄影师组织
- 馬格蘭攝影通訊社